# Henriëtte Presburg
Henriette Presburg, ook Henriette Marx-Presburg en geschreven als Henriette Preßburg (Nijmegen, 20 september 1788 - Trier, 30 november 1863), is vooral bekend als de moeder van Karl Marx. Zij was een dochter van Isaac Heymans Presburg (1747 - 3 maart 1832), textielkoopman en Nanette Salomons Cohen (Amsterdam, 1754 - 7 april 1833), de op een na oudste uit een gezin van vijf kinderen. Haar vader was voorzanger van de joodse gemeente. 

## Levensloop
Henriëtte Presburg werd geboren in de Nijmeegse Benedenstad en groeide hier ook op. Tot haar twintigste woonde ze in de Nonnenstraat, waarna ze verhuisde naar de aangrenzende Grotestraat 33. Hier woonde ze nog zes jaar, tot haar huwelijk in 1814. Het huis aan de Grotestraat waar ze woonde stond bekend als Het Swarte Schild en werd in de zeventiende eeuw bewoond door burgemeester Pontiaen Singendonck. De plek waar dit huis heeft gestaan is tegenwoordig voorzien van een plaquette ter herinnering, die eerder op de verkeerde plek in de Grotestraat stond. De gedenksteen werd geplaatst honderd jaar na zijn overlijden in 1883. In de Nonnenstraat staan  de synagoge en Joodse school.

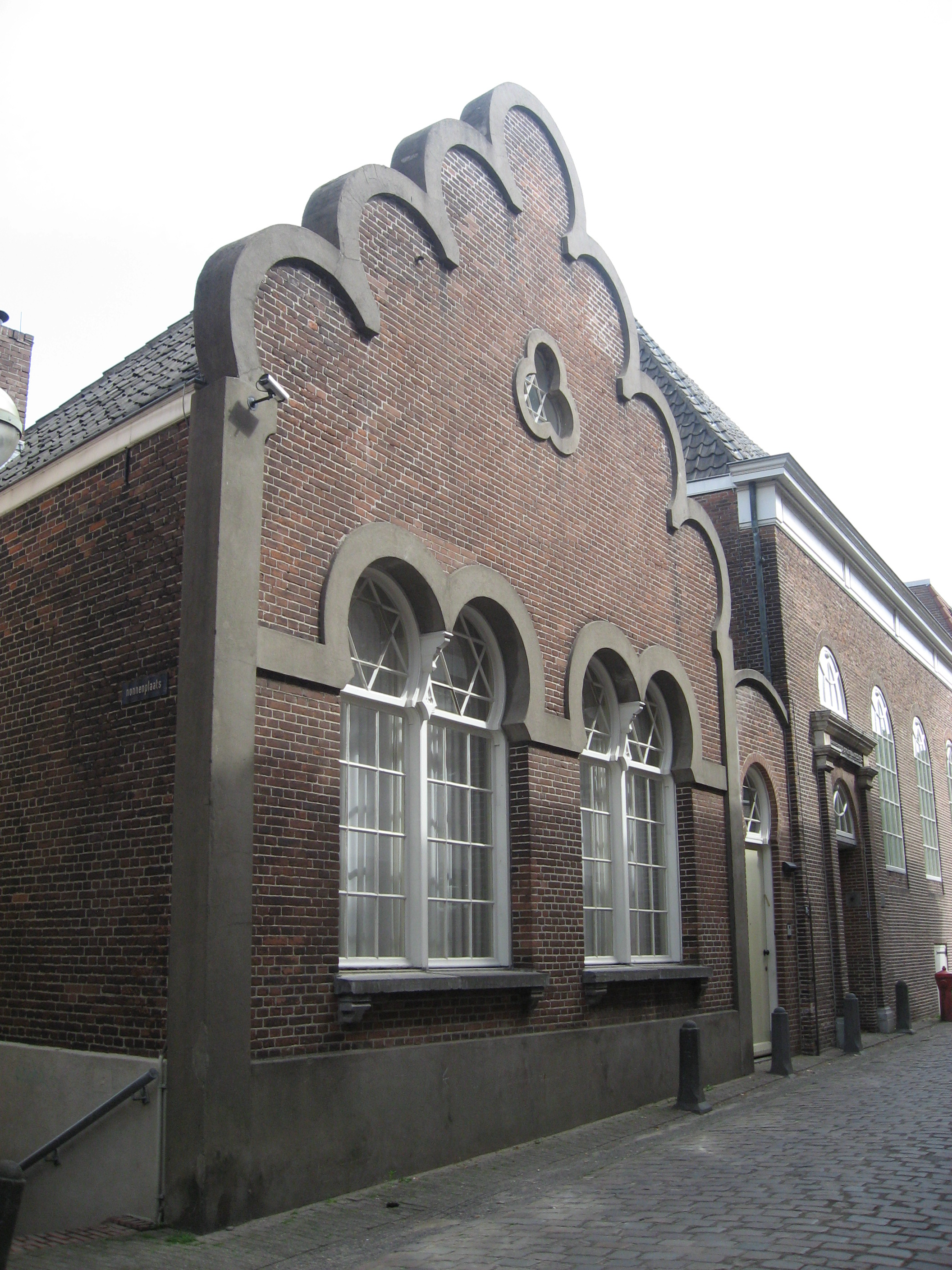
Schooltje bij de Synagoge

Presburg trouwde op 22 september 1814 in de synagoge in haar geboortestraat de Nonnenstraat met de advocaat Heinrich Marx (Saarlouis, 15 april 1777 - Trier, 10 mei 1838). De Presburgs waren niet onbemiddeld: toen Henriette trouwde, kreeg zij een bruidsschat van twintigduizend gulden mee.
Uit dit huwelijk werden negen kinderen geboren, van wie er twee jong stierven. Zij werd aldus de moeder van Karl Marx, hun derde kind. Na hun huwelijk vertrok het echtpaar naar Trier, de woonplaats van Heinrich. Bij hun huwelijk waren de echtelieden nog joods, maar Heinrich liet zich omstreeks 1820 protestants dopen om zijn beroep uit te kunnen oefenen. Hun zeven kinderen werden in augustus 1824 gedoopt. Henriette zelf wachtte met haar formele bekering tot haar beide ouders overleden waren; zij werd gedoopt in november 1825. Haar brieven, steevast geschreven in gebrekkig Duits, doen vermoeden dat niet Nederlands of Duits maar Jiddisch haar moedertaal was. Marx-biograaf David McLellan vermoedt dat zij meer dan haar man, wiens bekering een formaliteit was, aan de Joodse cultuur hechtte, en wellicht bepaalde Joodse gebruiken in stand hield binnen het protestantse gezin.
In juni 1833 machtigden Heinrich en Henriette Marx Lion Philips, gehuwd met Henriettes zus Sophie, om de nalatenschap van hun ouders te regelen. Philips was een tabakshandelaar uit Zaltbommel en grootvader van de stichters van het Philips-concern. Na de dood van Heinrich bleef Henriette achter met een gezin met zes thuiswonende kinderen, Karl studeerde toen al. Ondanks de nalatenschap van Heinrich en de bruidsschat leefde het gezin erg zuinig. Zoon Karl die als vrijgevestigd publicist vaak geld nodig had wendde zich ook regelmatig tot Lion Philips. In brieven klaagde hij meermalen dat zijn moeder hem niet uit zijn financiële nood wilde helpen. 
Ze stierf op 30 november 1863 in Trier en werd begraven op het christelijke kerkhof. Ze liet haar kinderen een aanzienlijke som geld na.